# پاملا رید
 پاملا رید (انگلیسی: Pamela Reed؛ زادهٔ ۲ آوریل ۱۹۴۹) یک هنرپیشه اهل ایالات متحده آمریکا است.
از فیلم‌ها یا برنامه‌های تلویزیونی که وی در آن نقش داشته است می‌توان به بین ، مرد کادیلاک و پیشخدمت اشاره کرد.

## فیلم‌شناسی
فهرست برخی از فیلم‌هایی که پاملا رید در آنها به ایفای نقش پرداخته است:
- بین
- مرد کادیلاک
- پیشخدمت
- بهترین زمان
- دلیل زندگی
- دکترهای جوان عاشق
- چاتاهوچی
- فوت کرد
- چرا احمق‌ها عاشق می‌شوند